# Endocoenobium eudorinae
Endocoenobium eudorinae är en svampart som beskrevs av Ingold 1940. Endocoenobium eudorinae ingår i släktet Endocoenobium och familjen Endochytriaceae.   Inga underarter finns listade i Catalogue of Life.